# Phóng chuyển tiếp Mặt Trăng

Hình phối cảnh quỹ đạo chuyển tiếp Mặt Trăng. TLI xảy ra tại chấm đỏ gần Trái Đất.

Phóng chuyển tiếp Mặt Trăng (tiếng Anh: trans-lunar injection, TLI) một thuật ngữ kỹ thuật để chỉ thao tác thay đổi lực đẩy của tàu vũ trụ mà theo đó tàu vũ trụ sẽ di chuyển theo quỹ đạo mới hướng tới Mặt Trăng.

## Lịch sử

Ảnh động mô tả quỹ đạo của GRAIL-A.
GRAIL-A·
Mặt trăng·
Trái Đất

Ảnh động mô tả quỹ đạo của Chandrayaan-2.
Trái Đất·
Mặt Trăng·
Chandrayaan-2

Ảnh động mô tả quỹ đạo của LRO.
·
Trái Đất·
Mặt Trăng

Vệ tinh đầu tiên thực hiện TLI là vệ tinh Luna 1 của Liên Xô, diễn ra vào ngày 2 tháng 1 năm 1959, vốn được thiết kế để va chạm với Mặt Trăng. Tuy nhiên việc kích hoạt động cơ không đúng như dự định và vệ tinh đã đâm trượt khỏi Mặt Trăng ở khoàng cách lớn hơn ba lần so với bán kính Mặt Trăng, và vệ tinh đã rơi vào quỹ đạo nhật tâm. Động cơ của vệ tinh Luna 2 được kích hoạt chính xác hơn, vào ngày 12 tháng 9 năm 1959 và nó đã rơi xuống và va chạm với bề mặt Mặt Trăng hai ngày sau đó. Liên Xô tiếp tục nối dài thành công bằng chuỗi 22 sứ mệnh khác trong chương trình Luna và 5 sứ mệnh trong chương trình Zond đưa vệ tinh lên Mặt Trăng từ năm 1959 đến năm 1976.
Mỹ phóng vệ tinh đầu tiên, Ranger 3 vào ngày 26 tháng 1 năm 1962, nhưng đã thất bại khi không thể bay tới Mặt Trăng. Người Mỹ phải đợi đến ngày 23 tháng 4 năm 1962 mới có thể đưa vệ tinh đầu tiên, Ranger 4 đâm thành công xuống bề mặt Mặt Trăng. Chuỗi 27 sứ mệnh vệ tinh bay lên Mặt Trăng được tiến hành từ năm 1962 đến năm 1973, trong đó có năm lần hạ cánh mềm thành công trong chương trình Surveyor, cùng với đó là phóng thành công năm vệ tinh giám sát quỹ đạo Mặt Trăng,:166 và chín sứ mệnh trong chương trình Apollo.
Sứ mệnh tàu vũ trụ có người lái đầu tiên áp dụng động tác thay đổi quỹ đạo TLI là sứ mệnh Apollo 8 thực hiện vào ngày 21 tháng 12 năm 1968, đánh dấu việc lần đầu tiên 1 tàu vũ trụ có người lái rời khỏi quỹ đạo Trái Đất tầm thấp.
Đối với chương trình Apollo, việc thay đổi quỹ đạo được thực hiện nhờ động cơ J-2 có khả năng khởi động lại, đây là động cơ của tầng đẩy thứ 3 (S-IVB) của tên lửa đẩy Saturn V. Động cơ đã được kích hoạt trong thời gian xấp xỉ 350 giây, tạo ra biến thiên vận tốc delta-v từ 3,05 đến 3,25 km/s. Tại thời điểm này, tàu vũ trụ đang di chuyển với tốc độ xấp xỉ 10,4 km/s so với Trái Đất. Động tác thay đổi quỹ đạo TLI trong sứ mệnh Apollo 8 đã được các nhà quan sát nghiệp dư tại quần đảo Hawaii theo dõi trên bầu trời phía nam Waikiki, ngay trước khi bình minh, các ảnh chụp đã được đưa lên báo vào ngay sau đó.  Năm 1969, sứ mệnh Apollo 10 TLI có thể được quan sát thấy từ Cloncurry, Australia. Theo như mô tả, nó giống như đèn pha ô tô chiếu qua một ngọn đồi trong sương mù, với tàu vũ trụ xuất hiện như một ngôi sao chổi sáng với màu xanh lục nhẹ.
Năm 1990, Nhật Bản thực hiện sứ mệnh đưa vệ tinh lên Mặt Trăng đầu tiên của mình-vệ tinh Hiten. Vệ tinh này bay ngang qua Mặt Trăng và đặt vệ tinh siêu nhỏ Hagoromo vào quỹ đạo Mặt Trăng. Nó thực hiện một phương pháp TLI mới với việc kích hoạt động cơ lực đẩy thấp, delta-v (tốc độ gia tăng vận tốc) thấp, với thời gian thực hiện TLI là 6 tháng (so với 3 ngày của Apollo).:179
Năm 1994, tàu vũ trụ Clementine của Mỹ, được thiết kế để thử nghiệm động cơ lực đẩy nhẹ, thực hiện chuyển tiếp quỹ đạo TLI trong vòng 3 tuần với 2 quỹ đạo chuyển tiếp trước khi đi vào quỹ đạo Mặt Trăng.:185
Năm 1997, Asiasat-3 trở thành vệ tinh thương mại đầu tiên tiếp cận vùng ảnh hưởng của Mặt Trăng. Nó đã bay qua cách bề mặt Mặt Trăng ở khoảng cách 6200 km.:203
Năm 2003, vệ tinh ESA SMART-1 trở thành vệ tinh đầu tiên của Châu Âu quay quanh Mặt Trăng. Sau khi được đưa vào quỹ đạo chuyển tiếp địa tĩnh, nó tiếp tục sử dụng năng lượng Mặt Trời để làm năng lượng cho các động cơ đẩy ion lực đẩy thấp. Vệ tinh thực hiện thay đổi quỹ đạo bằng TLI trong suốt 13 tháng trước khi tới được quỹ đạo của Mặt Trăng và 17 tháng để tới được quỹ đạo thiết kế.:229
Trung Quốc bắt đầu sứ mệnh Mặt Trăng từ năm 2007, với tàu vũ trụ Chang'e 1. Tàu vũ trụ kích hoạt động cơ đẩy nhiều lần để tăng dần viễn điểm của quỹ đạo trước khi tiếp cận Mặt Trăng.:257
Ấn Độ đã làm theo vào năm 2008 với việc phóng vệ tinh Chandrayaan-1 vào quỹ đạo GTO. Giống như tàu vũ trụ của Trung Quốc, để tiếp cận Mặt Trăng, nó cũng kích hoạt động cơ nhiều lần để tăng dần viễn điểm quỹ đạo.:259
Tàu đổ bộ Beresheet của Israel Aerospace Industries, cũng sử dụng phương pháp tương tự vào năm 2019, nhưng nó đã đâm xuống bề mặt Mặt Trăng.
Năm 2011, vệ tinh của NASA GRAIL sử dụng phương pháp TLI delta-v thấp để bay tới Mặt Trăng, đi qua điểm L1 Mặt Trời - Trái Đất, và mất 3 tháng để tới Mặt Trăng.:278

## Lý thuyết
Quỹ đạo chuyển tiếp Mặt Trăng gần đúng với quỹ đạo chuyển tiếp Hohmann, mặc dù quỹ đạo chuyển tiếp năng lượng thấp cũng được sử dụng trong một số trường hợp như vệ tinh Hiten. Trong các sứ mệnh ngắn ngày mà không có các nhiễu loạn đáng kể từ các hành tinh ngoài hệ Trái Đất-Mặt Trăng, một sự chuyển tiếp quỹ đạo Hohmann nhanh thường được vận dụng nhiều hơn.
Một tàu vũ trụ thực hiện quá trình TLI để bắt đầu chuyển tiếp sang quỹ đạo bay đến Mặt Trăng từ quỹ đạo đậu tầm thấp xung quanh Trái Đất. Việc thay đổi quỹ đạo thường được thực hiện bởi động cơ hóa học, làm gia tăng vận tốc của tàu vũ trụ, thay đổi quỹ đạo từ quỹ đạo Trái Đất tầm thấp sang một quỹ đạo mới có độ lệch tâm lớn hơn. Khi tàu vũ trụ di chuyển trên cung quỹ đạo chuyển tiếp Mặt Trăng, quỹ đạo của nó sẽ gần đúng với dạng quỹ đạo elip xung quanh Trái Đất với điểm cực viễn gần với bán kính quỹ đạo của Mặt Trăng. Lực đẩy và khoảng thời gian kích hoạt động cơ trong quá trình TLI được tính toán để tàu vũ trụ bay chính xác vào vũng ảnh hưởng trọng lực của Mặt Trăng khi nó đang quay quanh Trái Đất.

### Quỹ đạo quay trở lại tự do

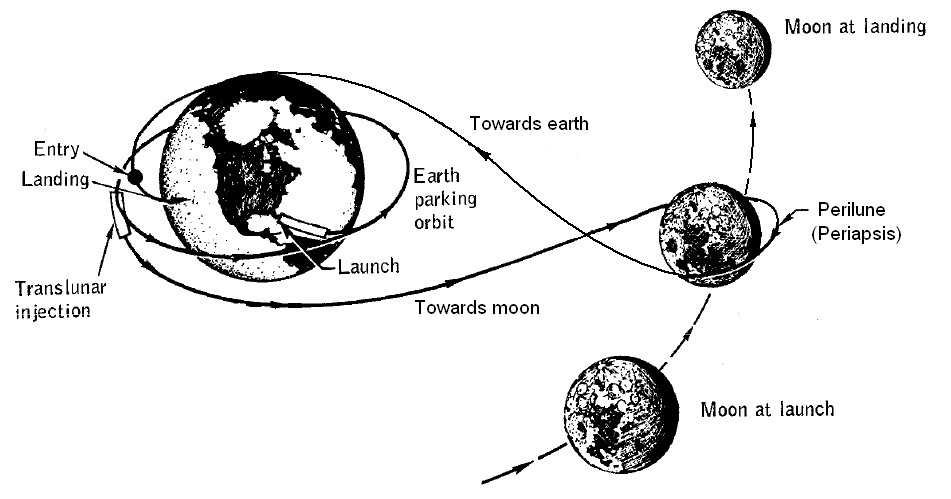
Bản vẽ mô tả quỹ đạo trở lại tự do.

Trong một vài trường hợp người ta có thể thiết kế TLI sao cho tàu vũ trụ có thể bay theo quỹ đạo vòng ra phía sau Mặt Trăng và quay trở về Trái Đất mà không cần phải kích hoạt lại động cơ.
Các sứ mệnh bay vào vũ trụ có người lái thường sử dụng quỹ đạo này để để tăng tính an toàn, vì tàu vũ trụ sẽ trở lại Trái Đất một cách tự do chỉ dựa vào lực hấp dẫn sau khi đã kích hoạt động cơ trong quá trình TLI ban đầu. Các sứ mệnh Apollo 8, 10 và 11 đều di chuyển theo quỹ đạo tự do, trong khi các sứ mệnh sau này sử dụng quỹ đạo lai, vẫn cần phải thay đổi quỹ đạo ở giai đoạn giữa để đảm bảo tới được Mặt Trăng.

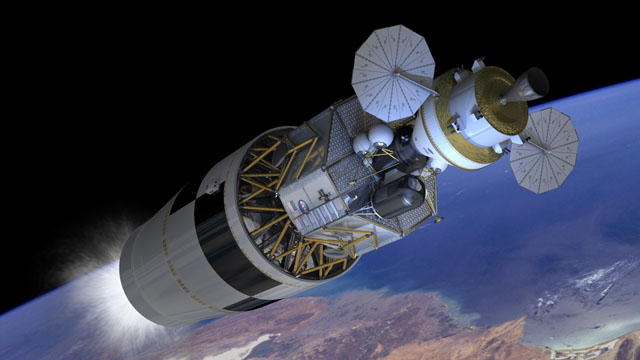
Minh họa tàu vũ trụ Constellation đang kích hoạt động cơ đẩy trong khi TLI.